# Mette Ove-Petersen
Mette Ove-Petersen   (Copenhaguen, 15 de gener de 1934) és una nedadora danesa, ja retirada, especialista en estil lliure, que va competir durant les dècades de 1940 i 1950.
El 1948 va prendre part en els Jocs Olímpics d'Estiu de Londres, on disputà tres proves del programa de natació. Fou quarta en els 4×100 metres lliures, mentre en els 100 i 400 metres lliures fou eliminada en sèries. Dos anys més tard va guanyar la medalla de plata en els 4×100 metres lliures del Campionat d'Europa de natació que es va disputar a Viena. En aquesta prova formà equip amb Greta Olsen, Ulla Madsen i Greta Andersen.